# بوب باينغتون
بوب باينغتون (بالإنجليزية: Bob Byington)‏ هو مخرج أمريكي، ولد في 29 أبريل 1971.

## وصلات خارجية
- بوب باينغتون على موقع IMDb (الإنجليزية)
- بوب باينغتون على موقع ألو سيني (الفرنسية)
- بوب باينغتون على موقع أول موفي (الإنجليزية)
- بوب باينغتون على موقع قاعدة بيانات الفيلم (الإنجليزية)
- بوب باينغتون على موقع كينوبويسك (الروسية)